# Хиперлинк
Хиперлинк или хипервеза (енгл. Hyperlink) особина је појединих, посебно означених речи, слика или делова слика у текстовима, који су у електронском облику приказани на монитору рачунара, да представљају посредну везу ка додатним информацијама. Такве везе су посебне те се зато зову хипервезе, мада се понекад зову једноставно везе. Оне представљају референцу или навигациони елемент ка другом одељку, другом документу или одељку из другог документа. Текст који је линкован се назива анкор текст.
Најчешће се кликом миша на хипервезе прелази на другу текстуалну страну или се слика прикаже у већој резолуцији или димензијама. Ако је у питању неки други уређај способан за приказ хипертекста (карактер терминал, мобилни телефон или сличан уређај) тада реч може бити „осетљива“ на додир (у случају екрана осетљивог на додир) или постоје посебни тастери (курсори) за пролазак кроз текст и активирање хипервезе.
Особина хипервеза на Википедији је да је плаво обележена хипервеза ка тексту или слици која постоји док је црвеном бојом обележена веза кога тек треба креирати. То је и један од начина да се на Википедији креира нови чланак. Приликом кретања мишем по тексту на местима где је хипервеза, курсор се претвара у ручицу са кажипрстом нагоре.